# Formosa do Rio Preto
Formosa do Rio Preto es un municipio brasileño del estado de Bahía. El 1 de julio de 2009, su población era estimada en aproximadamente 47.171 habitantes. 
Es el municipio bahiano más distante de su capital. Entre Salvador y Formosa hay 1026 km.

## Historia
El territorio integraba el sertón de Pernambuco. Su poblamiento se inició en la primera mitad del siglo XIX por aventureros procedentes del Piauí, a la búsqueda de oro y piedras preciosas en una región habitada por los indios aimorés. Estableciéndose sobre el margen izquierdo del río Preto, se dedicaron a la producción de ganado y a la agricultura de subsistencia, formando el poblado de Formosa, que se tornó punto de parada de troperos y viajantes hacia y desde el Piauí, norte de Goiás y sur del Maranhão.
En 1840, se creó el distrito subordinado al municipio de Santa Rita do Río Preto. En 1943, se mudó el nombre a Itajuí (que significa piedra bonita) y, en 1953 a Formosa do Rio Preto, en razón de la sede municipal por localizarse sobre el Río Preto. Finalmente en 1961 el municipio se emancipó.

## Economía
Agricultura (1.º productor bahiano de soja, 6.º productor bahiano de arroz, 12.º productor bahiano de maíz, 1.º productor bahiano de Algodón (tiene el mejor algodón del mundo) y 37.º productor bahiano de frijol).
En la ganadería se destacan los rebaños de asnos, bovinos y equinos. Conforme registros en la JUCEB, posee 43 industrias, ocupando el 98.º lugar en la posición general del Estado de la Bahia, 476 establecimientos comerciales, 103.ª posición de entre los municipios bahianos.
Su parque hotelero registra 96 camas.